# Eurythmics
Die Eurythmics sind ein britisches Pop-Duo, das zwischen 1981 und 1999 Alben veröffentlichte und erfolgreich in den Charts vertreten war. Weltweit konnte es bisher rund 80 Millionen Tonträger verkaufen.

## Geschichte
Die Band bestand bzw. besteht aus den beiden Mitgliedern Annie Lennox und David A. Stewart, die zuvor privat liiert waren. Nachdem sie zuvor schon in den Bands The Catch und The Tourists zusammen gespielt hatten, gründeten sie 1980 die Eurythmics.
Der Name ist eine Anspielung auf die Rhythmische Erziehung (engl. Dalcroze eurhythmics) nach Émile Jaques-Dalcroze, die Annie Lennox in ihrer Kindheit genossen hatte, nicht zu verwechseln mit der Eurythmie (engl. eurythmy) nach Rudolf Steiner.
Das im Herbst 1981 erschienene Debütalbum In the Garden, das Stücke mit Mitgliedern von Can, DAF (Deutsch-Amerikanische Freundschaft) und Blondie enthielt, verkaufte sich nur mäßig.
Anfang 1983 folgte mit Sweet Dreams (Are Made of This) das zweite Album, das ein kommerzieller Erfolg wurde. Die darin enthaltenen Singles Love Is a Stranger und Sweet Dreams (Are Made of This) entwickelten sich zu internationalen Erfolgstiteln.
Ende 1983 folgte das Album Touch; die daraus veröffentlichten Singles Who’s That Girl?, Right by Your Side und Here Comes the Rain Again setzten den Anfangserfolg fort. Im Herbst 1984 lieferten die Eurythmics den Soundtrack zu Michael Radfords Filmadaption von George Orwells Dystopie 1984. Das als Single ausgekoppelte Sexcrime (Nineteen Eighty-Four) stieg in den deutschen Single-Charts bis auf Platz drei.
Die im Frühjahr 1985 erschienene Langspielplatte Be Yourself Tonight enthält Duette mit Aretha Franklin (Sisters Are Doin’ It for Themselves) und Elvis Costello (Adrian). Das Lied There Must Be an Angel (Playing with My Heart), auf dem Stevie Wonder Mundharmonika spielt, wurde ein internationaler Erfolg. Es ist zudem der einzige Nummer-eins-Hit der Gruppe in Großbritannien.
Die Mitte 1986 herausgebrachte LP Revenge enthielt mit Thorn in My Side (Platz fünf in den britischen Charts) den für lange Zeit letzten Single-Top-Ten-Hit des Duos. Im Herbst 1987 erschien das Album Savage, das fast ausschließlich mit Synthesizern eingespielt wurde.
Im Anschluss betätigte sich Stewart als Produzent u. a. für Tom Petty, Jon Bon Jovi und Bob Dylan, während Lennox eine Schauspielkarriere verfolgte. Im Herbst 1989 erschien das Album We Too Are One, das in Großbritannien Platz eins der Charts belegte, sonst aber weniger erfolgreich war. Das Duo erklärte daraufhin die Zusammenarbeit für „vorerst beendet“.
Im Frühjahr 1992 veröffentlichte Lennox mit Diva ihr erstes Soloalbum. Stewart schrieb einige Soundtracks (u. a. Lily Was Here mit Candy Dulfer am Saxophon) und gründete die Spiritual Cowboys, mit denen er zwei Alben veröffentlichte (vgl. Solokarrieren von Lennox und Stewart).
Nach zehnjähriger Pause fanden die beiden 1999 für das Album Peace wieder zusammen. Die Gewinne der anschließenden Tour (Peacetour) spendeten sie Greenpeace und Amnesty International. Das Album und die Single I Saved the World Today verkauften sich gut. Lennox und Stewart gingen ab 2000 dennoch künstlerisch wieder getrennte Wege.
Im November 2005 veröffentlichte die Band mit Ultimate Collection eine zweite Zusammenstellung ihrer Hits. Diese enthält neben Bekanntem zwei neue Titel, darunter die Singleauskopplung I’ve Got a Life, die mehrere Wochen Platz eins der US-Billboard Dance Charts hielt und es aufgrund dessen auch in viele europäische Clubcharts schaffte. Gleichzeitig erschien der gesamte Katalog der Band in verbesserter Tonqualität und mit zusätzlichen, zum Teil unveröffentlichten Stücken.
Annie Lennox sagte 2009, dass es keine Wiedervereinigung der Eurythmics mehr geben werde. Entgegen dieser Aussage trat das Duo aber am 9. Februar 2014 bei dem Tribute-Konzert The Night That Changed America: A Grammy Salute to The Beatles mit dem Beatles-Song The Fool on the Hill in Los Angeles auf. Dave Stewart betonte in mehreren Interviews, dass die Band nie offiziell aufgelöst wurde. Am 9. Dezember 2019 traten Lennox und er gemeinsam bei einem Benefizkonzert in New York auf und spielten mehrere Songs, darunter Sweet Dreams. Am 5. November 2022 wurden die Eurythmics in die Rock and Roll Hall of Fame aufgenommen und spielten aus diesem Anlass die drei Songs Would I Lie to You?, 
Missionary Man und Sweet Dreams.

## Diskografie
Studioalben

| Jahr | Titel                           | Höchstplatzierung, Gesamtwochen, AuszeichnungChartplatzierungen (Jahr, Titel, Platzierungen, Wochen, Auszeichnungen, Anmerkungen) | Höchstplatzierung, Gesamtwochen, AuszeichnungChartplatzierungen (Jahr, Titel, Platzierungen, Wochen, Auszeichnungen, Anmerkungen) | Höchstplatzierung, Gesamtwochen, AuszeichnungChartplatzierungen (Jahr, Titel, Platzierungen, Wochen, Auszeichnungen, Anmerkungen) | Höchstplatzierung, Gesamtwochen, AuszeichnungChartplatzierungen (Jahr, Titel, Platzierungen, Wochen, Auszeichnungen, Anmerkungen) | Höchstplatzierung, Gesamtwochen, AuszeichnungChartplatzierungen (Jahr, Titel, Platzierungen, Wochen, Auszeichnungen, Anmerkungen) | Anmerkungen                                                    |
| Jahr | Titel                           | DE | AT | CH | UK | US | Anmerkungen                                                    |
| ---- | ------------------------------- | --- | --- | --- | --- | --- | -------------------------------------------------------------- |
| 1981 | In the Garden                   | — | — | — | — | — | Erstveröffentlichung: 16. Oktober 1981                         |
| 1983 | Sweet Dreams (Are Made of This) | DE6 Gold · (23 Wo.)DE | — | — | UK3 Platin · (60 Wo.)UK | US15 Gold · (59 Wo.)US | Erstveröffentlichung: 4. Januar 1983 Verkäufe: + 1.330.000     |
| 1983 | Touch                           | DE9 Gold · (20 Wo.)DE | — | CH14 Gold · (9 Wo.)CH | UK1 Platin · (48 Wo.)UK | US7 Platin · (43 Wo.)US | Erstveröffentlichung: 6. November 1983 Verkäufe: + 1.820.000   |
| 1985 | Be Yourself Tonight             | DE8 Gold · (32 Wo.)DE | AT25 (2 Wo.)AT | CH9 (20 Wo.)CH | UK3 ×2Doppelplatin · (80 Wo.)UK                                                                                                   | US9 Platin · (45 Wo.)US | Erstveröffentlichung: 26. April 1985 Verkäufe: + 2.397.170     |
| 1986 | Revenge                         | DE5 Gold · (37 Wo.)DE | AT6 Gold · (36 Wo.)AT | CH7 Platin · (34 Wo.)CH | UK3 ×2Doppelplatin · (52 Wo.)UK                                                                                                   | US12 Gold · (33 Wo.)US | Erstveröffentlichung: 30. Juni 1986 Verkäufe: + 2.303.885      |
| 1987 | Savage                          | DE23 (13 Wo.)DE | AT17 (4 Wo.)AT | CH10 Gold · (5 Wo.)CH | UK7 Platin · (33 Wo.)UK | US41 (19 Wo.)US | Erstveröffentlichung: 2. November 1987 Verkäufe: + 635.000     |
| 1989 | We Too Are One                  | DE4 (33 Wo.)DE | AT20 (6 Wo.)AT | CH2 Gold · (13 Wo.)CH | UK1 ×2Doppelplatin · (32 Wo.)UK                                                                                                   | US34 (28 Wo.)US | Erstveröffentlichung: 11. September 1989 Verkäufe: + 1.055.000 |
| 1999 | Peace                           | DE2 Gold · (21 Wo.)DE | AT7 (10 Wo.)AT | CH2 Gold · (16 Wo.)CH | UK4 Gold · (9 Wo.)UK | US25 Gold · (12 Wo.)US | Erstveröffentlichung: 19. Oktober 1999 Verkäufe: + 1.600.000   |

grau schraffiert: keine Chartdaten aus diesem Jahr verfügbar